# العنتريات (قصيباء)
العنتريات، موقع أثري يقع غرب بلدة قصيباء بمنطقة القصيم على بعد 94 كم شمال مدينة بريدة.

## الموقع الأثري
العنتريات حالياً هي عبارة عن جدار صخري تحطم جزء منه كبير على حافة صخرية شاهقة الارتفاع، ويذكر بعض المؤرخين أن هذا الموقع يعود إلى عنترة بن شداد قبل نحو ما يزيد على ١٥٠٠ سنة ٬ والعنتريات مبنية من الحجارة والجص على شكل قصر له أبراج.

## الموقع الجغرافي
العنتريات هي أهم المعالم الأثرية والسياحية لبلدة قصيباء ٫ والتي يقول المؤرخون أنها بلدة قديمة جدًا يعود تاريخها إلى أيام الجاهلية حيث ورد ذكرها في شعر عنترة العبسي، إلا أنه ورد باسمها القديم (قو)، وذلك قبل أن يتحول في الزمن القريب ليصير (قصباء) لكثرة ما كان ينبت من القصب حول عيون الماء فيها، ثم بعد ذلك صُغر الاسم إلى (قصيباء) ورخمته الألسن باللهجة الدارجة إلى (قصيبا).

## الموقع السياحي
تعمل وزارة السياحة السعودية في الوقت الحالي بالتعاون مع بلدية قصيباء على إنشاء مسار خاص بعنترة بن شداد أسفل الجبل الغربي لبلدة قصيباء والذي توجد به أبراج المراقبة الصخرية وقلعة عنترة بن شداد التي شيدت أعلى جبال العنتريات وتقع على الجرف الذي يرتفع أكثر من 80 مترا عن الأرض. ويهدف هذا المشروع لجذب السياح لآثار العنتريات ومحاكاة لطبيعة الحياة خلال تلك الفترة.

## أهمية الموقع
تعتبر آثار العنتريات بالقصيباء واحدة من أهم المواقع الأثرية في المملكة العربية السعودية. وقد اهتم برنامج التحول الوطني السعودي بالمواقع التراثية في شتى أنحاء المملكة، حيث أعلن عن وجود ٣١٦ موقعاً تراثياً تنتشر في أنحاء المملكة، ومنها موقع العنتريات، والتي أضيفت لقائمة التراث العالمي.